# Robert Fellowes
Robert Fellowes, Barón Fellowes (Sandringham, Norfolk, 11 de diciembre de 1941-29 de agosto de 2024) fue un noble inglés. Secretario privado de la reina Isabel II desde 1990 a 1999. Era conocido también por ser cuñado de la fallecida princesa Diana de Gales y primo hermano del mayor Ronald Ferguson, el padre de Sarah, duquesa de York.

## Vida
Fellowes fue hijo de Sir William Fellowes, y de su esposa Jane Charlotte Ferguson, hija, a su vez, del general Algernon Francis Holford Ferguson (bisabuelo de Sarah, duquesa de York). Los Fellowes de Shotesham son una familia antigua, emparentada con los Lords De Ramsey. Según Michael Rhodes (un genealogista especializado en la aristocracia británica), "Lord De Ramsey desciende de Coulson Fellowes (1696-1769), y el esposo de Lady Jane, Lord Fellowes, desciende del hermano menor de Coulson, William, de Shotesham Park, Norfolk."
Estaba emparentado también con el actor y noble Julian Fellowes. Tienen un ancestro común, William Fellowes, quien vivió en 1653.
Fellowes, siendo asistente privado de la Reina, se casó con Lady Jane Spencer, hermana mayor de Diana de Gales el 20 de abril de 1978 en la Abadía de Westminster. La entonces Lady Diana Spencer fue dama de honor. La pareja tiene tres hijos, Laura Jane Fellowes (nacida el 19 de julio de 1980), Alexander Robert Fellowes (nacido el 23 de marzo de 1983), y Eleanor Ruth Fellowes (nacida el 20 de abril de 1985).
Murió el 29 de julio de 2024 en Norfolk y su funeral se celebró el 28 de agosto en la iglesia de St. Mary en Snettisham.

## Carrera temprana
Fellowes practicó cricket para Norfolk en la Minor Counties Championship 1959. Fellowes fue educado en Eton College y se unió a los Scots Guards en 1960. Tras completar su servicio en 1963 entró en la industria banquera, trabajando para Allen, Harvey & Ross Ltd (1964–77). Fue director desde 1968.

## Servicio real
En 1977 Fellowes fue recrutado para ser Secretario Privado de la Reina. Pasó los siguientes veinte años en la oficina del secretario privado, convirtiéndose en subsecretario privado en 1986, y secretario privado en 1990.
Fellowes dejó su posición en febrero de 1999 para volver a la banca privada, su retiro se hizo público el 1 de julio de 1998 cuando su sucesor, Robin Janvrin, Barón Janvrin, fue nombrado. Fue creado noble el 12 de julio de 1999 adoptando el título de Barón Fellowes, de Shotesham en el Condado de Norfolk.
Lord Fellowes entró en la Casa de los Lores y tomó sus sitio formalmente el 26 de octubre de 1999. Según reportes de la Casa de los Lores, Lord Fellowes se mantuvo como miembro de la casa real.

## Vuelta a la vida privada
Tras su retiro del servicio real, Fellowes fue nombrado vicepresidente y luego presidente del Barclays Private Banking. También es director de la compañía y fideicomisario del Rhodes Trust, la Mandela-Rhodes Foundation y el Winston Churchill Memorial Trust. También fue vicerrector del Commonwealth Institute. Fue jefe de The Voices Foundation de 2004 a 2012. Y fue director del Prison Reform Trust a partir de 2001. También fue presidente de Degremont UK.

## Títulos y honores

### Honores
Aparte de su título noble de por vida, Lord Fellowes ha recibido los siguientes honores:
- Orden del Baño:
  - Compañero (CB), 1987[10]
  - Caballero Comendador (KCB), 1991[11]
  - Knight Grand Cross (GCB), 1998[12]
- Real Orden Victoriana:
  - Teniente (LVO), 1983 (MVO before 31 December 1984)[13]
  - Caballero Comendador (KCVO), 1989[14]
  - Caballero Gran Cruz (GCVO), 1996
- Orden del Servicio a la Reina (QSO), 1999[15]

### Títulos
- 1941–1983: Sr. Robert Fellowes
- 1983–1987: Sr. Robert Fellowes LVO
- 1987–1989: Sr. Robert Fellowes CB LVO
- 1989–1990: Sir Robert Fellowes KCVO CB
- 1990–1991: El Muy Honorable Sir Robert Fellowes KCVO CB
- 1991–1996: El Muy Honoranle Sir Robert Fellowes KCB KCVO
- 1996–1998: El Muy Honorable Sir Robert Fellowes GCVO KCB
- 1998–1999: El Muy Honorable Sir Robert Fellowes GCB GCVO
- 1999–: El Muy Honorable The Lord Fellowes GCB GCVO QSO CP

Fue designado consejero privado (PC) en 1990.